# Aguieiras
Aguieiras est un canton (freguesia) portugais du département de Mirandela, avec 14,68 km2 de superficie et 289 habitants (2011). Densité de population: 19,7 hab/km2.

## Population
| Population de la freguesia d'Aguieiras | Population de la freguesia d'Aguieiras | Population de la freguesia d'Aguieiras | Population de la freguesia d'Aguieiras | Population de la freguesia d'Aguieiras | Population de la freguesia d'Aguieiras | Population de la freguesia d'Aguieiras | Population de la freguesia d'Aguieiras | Population de la freguesia d'Aguieiras | Population de la freguesia d'Aguieiras | Population de la freguesia d'Aguieiras | Population de la freguesia d'Aguieiras | Population de la freguesia d'Aguieiras | Population de la freguesia d'Aguieiras | Population de la freguesia d'Aguieiras |
| -------------------------------------- | -------------------------------------- | -------------------------------------- | -------------------------------------- | -------------------------------------- | -------------------------------------- | -------------------------------------- | -------------------------------------- | -------------------------------------- | -------------------------------------- | -------------------------------------- | -------------------------------------- | -------------------------------------- | -------------------------------------- | -------------------------------------- |
| 1864                                   | 1878                                   | 1890                                   | 1900                                   | 1911                                   | 1920                                   | 1930                                   | 1940                                   | 1950                                   | 1960                                   | 1970                                   | 1981                                   | 1991                                   | 2001                                   | 2011                                   |
| 622                                    | 676                                    | 722                                    | 802                                    | 728                                    | 701                                    | 736                                    | 782                                    | 875                                    | 948                                    | 612                                    | 638                                    | 499                                    | 375                                    | 289                                    |

## Villages
- Aguieiras
- Casario
- Chairos
- Fonte Maria Gins
- Pádua-Freixo
- Soutilha